# طواف إيطاليا 1950
طواف إيطاليا 1950 هو سباق دراجات هوائية أقيم في إيطاليا بتاريخ 24 مايو - 13 يونيو، تكون السباق من 18 مرحلة وامتدّ لمسافة 3981 كم بسرعة 33.816 كم/س، استغرق السباق 117 ساعة 28 دقيقة 03 ثانية. فاز به السويسري هوغو كوبلت وحلّ ثانيا جينو بارتلي.

## الترتيب
| م                     | الدرّاج      | البلد   | الزمن                      |
| --------------------- | ----------- | ------- | -------------------------- |
| الفائز بالترتيب العام | هوغو كوبلت  | سويسرا  | 117 ساعة 28 دقيقة 03 ثانية |
| الثاني                | جينو بارتلي | إيطاليا |                            |
| التسلق                | هوغو كوبلت  | سويسرا  | -                          |